# سپیده‌دم ایرانی
سپیده‌دمِ ایرانی عنوان رمانی است نوشتهٔ امیرحسن چهلتن که نخستین بار در سال ۱۳۸۴ منتشر شد. این رمان که دو دوره تاریخی دهه بیست و همچنین سال ۵۷ را در بر می گیرد، به موضوع تبعید و مهاجرت اجباری می پردازد و بر گسستهای عاطفی ناشی از آن تمرکز می کند. در این رمان مخاطب شاهد بازی دراماتیک تاریخ با شخصیتهای خیالی داستان است. این رمان در دوره ۲۴ جایزه کتاب سال جمهوری اسلامی نامزد دریافت جایزه شد ولی نویسنده در اعتراض به سانسور دولتی رمان خود را از رقابت خارج کرد.

## شخصیتهای رمان
ایرج بیرشگ، سرهنگ(پدر ایرج)، میهن(همسر ایرج)، پری(خواهر ایرج)، فرزاد(پسر ایرج) و موسیو(کافه چی) شخصیتهای اصلی رمان را تشکیل می دهند.

## واقع‌گرایی داستان
نویسنده علاوه بر گفتگو با اشخاصی که آن دوره تاریخی را درک کرده اند به مطالعه کتاب ها و اسنادی اقدام کرده است که فضای سیاسی-اجتماعی آن دوره را موضوع کار خود قرار داده اند. کتاب هایی در باره ترور نافرجام شاه در سال ۱۳۲۷، اردوگاههای اجباری در سیبری و تئاتر فاخر ایران در دهه بیست نیز در دایره مطالعات نویسنده قرار داشته است.

## خلاصه رمان

تصویر پشت جلد ترجمه آلمانی

ایرج بیرشگ، قهرمان این رمان پس از بیست و هشت سال به وطن بازگشته است. مرور خاطرات گذشته معلوم می دارد او یکی از هواداران حزب توده ایران بوده است که بخاطر مشارکت محدود در تهیه سلاح برای ترور نافرجام شاه در ۱۵ بهمن ۱۳۲۷ در صحن دانشگاه، ابتدا به مدت دو سال به زندگی مخفیانه روی می آورد و سپس به شوروی می گریزد و قصد دارد بعدا در موقعیتی مناسب همسرش میهن را که عاشقانه دوستش دارد و نیز پسر دو ساله اش را نزد خود بیاورد. اما او چون به طور قاچاق وارد شوروی شده است، دستگیر و به جرم جاسوسی به پانزده سال کار اجباری در اردوگاهی در ماگادان(در نزدیکی آلاسکا) محکوم می شود. در نخستین شب بازداشت با صحنه تکان دهنده اهانت به تصویری که از همسرش با خود برده است، روبرو می شود؛ موضوعی که تاثیراتی عمیق بر احساساتش بر جا می گذارد.
ایرج سالها در شرایطی وحشتناک سر می کند و ارتباط اش با خانواده و تمام کسانش قطع می شود. با مرگ استالین آزاد می شود ولی چون این آزادی با فرار کادرهای کمونیست ایران همراه است، او نیز به جای بازگشت به وطن به آلمان می رود. او در بازگشت به ایران پس از وقوع انقلاب اسلامی، در حالیکه ۲۸ سال تمام با یاد میهن و پسرش زندگی کرده است می خواهد زندگی نوی را شروع کند اما إحساس می کند با کل چشم انداز روبرویش بیگانه است. 
میهن که در آن سالها بازیگر زیبا و با استعداد تئاتر بود و با عشقی شورانگیز با ایرج ازدواج کرده بود بعد از فرار او سرنوشت بهتری پیدا نمی کند. پس از کودتای ۱۳۳۲ همه چیز نابود می شود و او در می یابد که تئاتر و شوهرش را با هم از دست داده است. از طرف دیگر، پدر ایرج هم که از افسران عالی رتبه رکن دو ارتش بود به خاطر وضعیت خطیر پسر خلع لباس و از خدمت منفصل می شود. 
فضای سرد ملاقات ایرج و میهن به ایرج می فهماند که از عشق شورانگیز قدیم چیزی باقی نمانده است. پسرش نیز شوق چندانی برای دیدار پدر نشان نمی دهد. از سوی دیگر تلاش های پری، خواهر ایرج برای ترمیم رابطه ها به جایی نمی رسد و عاقبت ایرج که از ملاقات با پدرش پرهیز کرده است، مطمئن از اینکه قادر به ساختن دوباره زندگی فروپاشیده خود نیست و بودن در وطن نیز هیچ ثمری ندارد، با دست خالی به آلمان باز می گردد.